# Anopheles farauti
Espèce
Anopheles farauti est une espèce d'insectes diptères, un moustique côtier présent en Océanie, dans la région Sud-Ouest du Pacifique. Il est le moustique vecteur principal de parasites du paludisme en Papouasie Nouvelle-Guinée, aux Iles Salomon et à Vanuatu. Cette espèce peut aussi transmettre le parasite de la filariose.
Anopheles farauti est présent dans le Nord de l’Australie mais sans épidémie de paludisme depuis 1962. Sa présence est suspectée en Indonésie mais n'a pas été récemment documentée.

## Taxonomie
Anopheles farauti est un moustique du genre Anopheles, sous-genre Celia, series Neomyzomya et appartenant au complexe d’espèces Anopheles punctulatus. Anopheles farauti a été décrit la première fois par Laveran en 1902 aux Nouvelles Hybrides (actuellement Vanuatu).

## Espèces
Anopheles farauti est une des 13 espèces composant le groupe Anopheles punctulatus. Auparavant, le nom Anopheles farauti désignait plusieurs espèces similaires morphologiquement au sein de ce groupe, elles ont toutes un labium écaillé entièrement noir (partie des pièces buccales). Ce n’est qu’après des expériences de croisement infructueux dans les années 1980 puis de détermination par biologie moléculaire à partir des années 1990 que les 13 espèces sont aujourd’hui différenciées.
Les espèces similaires morphologiquement avec lesquelles Anopheles farauti (anciennement Anopheles farauti s.s. ou Anopheles farauti 1) était auparavant confondu sont: Anopheles hinesorum (anciennement Anopheles farauti 2), Anopheles torresiensis (anciennement Anopheles farauti 6), Anopheles irenicus (anciennement Anopheles farauti 7), Anopheles farauti 8

## Capacité vectorielle
Anopheles farauti est l'une des cinq espèces du groupe Anopheles punctulatus qui sont vecteurs majeurs de Plasmodium, parasites du paludisme. Les quatre autres sont : Anopheles punctulatus, Anopheles koliensis, Anopheles hinesorum, Anopheles farauti 4. 

## Habitat et répartition
La distribution d'Anopheles farauti est uniforme pour tous les pays où on le rencontre. C'est un moustique côtier. Bien qu'on puisse le trouver dans des eaux claires, il est typique de trouver ses larves dans des eaux saumâtres à moins de cinq kilomètres de la côte.

### Vanuatu
Anopheles farauti est la seule espèce vectrice des parasites du paludisme.

### Îles Salomon
Anopheles farauti est la seule espèce vectrice des agents du paludisme dans la province la plus proche de Vanuatu, la province de Temotu. Dans les autres provinces où sévit le paludisme, elle n'est pas la seule  mais reste la principale.

### Papouasie-Nouvelle-Guinée
Anopheles farauti n'est pas la seule espèce vectrice des parasites du paludisme, mais reste la principale, à l'exception des régions de hauts plateaux où d'autres espèces se sont adaptées à l'altitude.

### Indonésie
La présence d'Anopheles farauti y est fortement suspectée malgré l'absence de données récentes.

### Australie
Anopheles farauti est toujours présent dans le nord du pays. La dernière épidémie de paludisme a été recensée en 1962.

## Comportement
Les femelles d'Anopheles farauti s'infectent en piquant des humains porteurs de gamétocytes du paludisme et après reproduction du parasite en elles pourront transmettre le parasite a leur tour à d'autres humains. Elles piquent le plus souvent dehors qu'à l’intérieur des maisons. Cette proportion s'est accentuée après les interventions de contrôle du paludisme et une bonne couverture de moustiquaires imprégnées d'insecticide. Si ces mesures ont eu raison d'autres espèces vectrices (comme Anopheles punctulatus et Anopheles koliensis dans les Iles Salomon), Anopheles farauti a changé son comportement et les populations de femelles piquent davantage plus tôt dans la soirée, avant que les personnes ne soient protégées par les moustiquaires.

## Saisonnalité
Des études faites dans des villages côtiers au Nord de Guadalcanal, la principale île des Îles Salomon, montrent que le nombre de moustiques augmente à la fin de la saison la plus sèche et la plus forte baisse survient à la fin de la saison des pluies. Ceci s'explique par le fait qu'à cette latitude, il y a toujours suffisamment d'eau dans les gîtes tout au long de l’année et que les fortes pluies de la saison des pluies lessivent les gîtes détruisant ainsi les larves.